# Mediaset Premium
Mediaset Premium è stata una piattaforma televisiva italiana a pagamento edita da Mediaset Premium S.p.A. I canali erano disponibili esclusivamente in Italia, Repubblica di San Marino e Città del Vaticano sul digitale terrestre.
Il proprio bouquet di canali veniva diffuso sul territorio nazionale attraverso i multiplex appartenenti a Mediaset e Gruppo Mediaset.

## Storia
Mediaset Premium nasce il 20 gennaio 2005 come pay-per-view, trasmettendo inizialmente solo partite del campionato di calcio di Serie A, ma già da giugno dello stesso anno rende disponibili eventi come film, telefilm e reality show come il Grande Fratello. I servizi di pay-per-view erano quattro: Mediaset Premium 1, Mediaset Premium 2, Mediaset Premium 3, Mediaset Premium 4, seguiti dai canali Mediaset Premium 5, Mediaset Premium 6 e Mediaset Premium 7. Un ottavo servizio, Premium Attivazione (nato con Mediaset Premium 6), era preposto alla gestione della smart card Mediaset Premium.
Il 7 gennaio 2008 i sette canali dedicati al calcio prendono il nome di Premium Calcio e nascono anche altri due canali marchiati Premium Extra.
Il 19 gennaio Mediaset Premium diventa a tutti gli effetti piattaforma televisiva a pagamento, proponendo ai suoi abbonati, oltre ai pay-per-view, altri sei nuovi canali (Premium Joi, Mya, Steel e le loro versioni timeshift +1) che compongono il nuovo pacchetto Premium Gallery.
Dal 1º luglio viene diffuso sulla piattaforma (sempre tramite Premium Gallery) anche Disney Channel (e la versione +1), già disponibile via satellite su Sky.
Dall'8 dicembre sbarcano sulla piattaforma anche Cartoon Network e Playhouse Disney (già disponibili via satellite su Sky) e nasce anche Premium Hiro. Il nuovo pacchetto che comprende questi canali (insieme a Disney Channel e alla versione +1) si chiama Premium Fantasy.
Il 10 aprile 2009 iniziano le trasmissioni del canale dedicato al motomondiale Premium MotoGP.
L'8 maggio Premium Gallery si allarga con la nascita di Premium Cinema e lo sbarco sulla piattaforma di Studio Universal (già presente su Sky fino al 1º giugno 2008).
Il 17 agosto nasce il canale pay-per-view in alta definizione Premium Calcio HD.
Il 18 novembre nascono altri due nuovi canali di cinema: Premium Cinema Energy e Premium Cinema Emotion. Inoltre nasce anche il servizio Premium On Demand.
Il 18 maggio 2010 Premium Cinema inizia a trasmettere in alta definizione e dal 24 agosto iniziano le trasmissioni pay-per-view di Premium Calcio 2 HD.
Il 23 febbraio 2011 nasce il servizio on demand online Premium Net TV che si affianca a Premium On Demand.
Il 1º marzo iniziano le proprie trasmissioni i canali Discovery World e BBC Knowledge.
Il 14 maggio Playhouse Disney diventa Disney Junior.
Il 1º luglio il pacchetto Premium Gallery si sdoppia in Premium Cinema e Premium Serie & Doc, Premium Fantasy diventa Premium Bambini, nascono i canali Premium Crime e Premium Cinema Comedy e vengono spente le versioni timeshift +1 di Premium Steel, Premium Mya e Premium Joi.
Il 1º agosto Premium Hiro cessa di trasmettere come canale lineare e viene inglobato in Premium Net TV.
Il 17 novembre Premium MotoGP termina definitivamente le proprie trasmissioni. Inoltre Premium On Demand e Premium Net TV confluiscono in Premium Play.
Il 22 marzo 2013 iniziano le trasmissioni dei tre canali per adulti Hot Time trasmessi nel mux Mediaset 1..
Il 1º aprile Premium Steel diventa Premium Action.
Il 17 agosto nasce il nuovo pacchetto Premium Sport, che comprende Fox Sports e Fox Sports Plus alle LCN 382 e 383. Il 1º novembre sulla piattaforma anche i canali Eurosport 1 e Eurosport 2 alle LCN 384 e 385 nel mux La3.
L'8 maggio 2014 nasce il canale Premium Extra 3, che cesserà di esistere il 18 settembre seguente.
Il 30 giugno viene inserito il canale Premium Calcio 2 HD alla LCN 381 nel mux Mediaset 3.
Il 9 settembre i canali Eurosport 1 e Eurosport 2 passano al mux Mediaset 3; sempre lo stesso giorno viene aggiunto il canale Calcio HD Extra in FTA per la trasmissione delle partite del mercoledì, in diretta esclusiva, della stagione 2014-15 di UEFA Champions League, sul mux Mediaset 3.
L'11 novembre viene attivato il canale Premium Prestige sul mux Dfree, che inizia le proprie trasmissioni il 15 alle 21:15 e resterà attivo fino al 6 gennaio 2015 trasmettendo film e serie TV.
Il 23 giugno 2015 chiude il servizio Hot Time, chiudono anche le versioni in SD e nascono le versioni in alta definizione e timeshift +24 dei canali Premium Action e Premium Crime, nascono i nuovi canali Premium Cinema 2 HD, Premium Cinema 2 +24 e Premium Mya viene trasformato in Premium Stories.
Il 1º luglio Fox Sports e Fox Sports Plus concludono le proprie trasmissioni sulla piattaforma Premium, rimanendo disponibili solo su Sky. Sempre nella stessa data iniziano le trasmissioni dei canali Premium Sport e Premium Sport HD.
L'8 febbraio 2016 vengono lanciati i canali Premium Sport 2 e Premium Sport 2 HD. Il 16 maggio, in occasione della finale del campionato 2015-2016 di Champions League viene lanciato il canale Premium Sport 4K.
Il 1º marzo i canali Discovery World e BBC Knowledge terminano le proprie trasmissioni e nascono le versioni timeshift +24 di Premium Joi e Premium Stories.
Il 1º ottobre i canali Disney Channel, Disney Channel +1 e Disney Junior abbandonano la piattaforma, rimanendo visibili solo su Sky. Lo stesso giorno scompare la versione SD e nasce quella in alta definizione e timeshift +24 del canale Premium Cinema Energy.
Il 24 ottobre cominciano le trasmissioni del canale Investigation Discovery.
Il 7 novembre scompaiono tutti i canali Premium Extra.
Il 4 settembre 2017 viene spenta la versione timeshift +24 di Premium Stories.
Il 30 marzo 2018, viene annunciato un accordo tra la pay-tv di Mediaset e Sky Italia, in base al quale nove canali (5 di cinema e 4 di serie TV) disponibili su Mediaset Premium sarebbero stati resi visibili anche agli abbonati Sky, mentre quest'ultima avrebbe reso disponibile parte della propria offerta sportiva tramite il digitale terrestre.
Il 19 aprile entrano nella piattaforma i canali Sky Uno e Sky Sport (anche in HD) seppur con una programmazione differente rispetto alle originarie versioni satellitari e terminano le proprie trasmissioni i canali Premium Sport 2 HD, Premium Sport 4K e Premium Action HD.
Il 2 maggio Mediaset Premium S.p.A. trasferisce a R2 S.r.l. il ramo d'azienda riguardante la piattaforma tecnologica di Premium.
Il 1º giugno scompaiono tutte le versioni HD e +24 dei canali Premium Cinema, Premium Series, Premium Sport e Premium Calcio; Premium Cinema 2 e Cartoon Network abbandonano la piattaforma (quest'ultimo rimane disponibile su Sky Italia e in On-Demand su TIMvision). Con l'uscita di Cartoon Network dalla piattaforma, scompare il pacchetto Bambini. Sky Uno assume la denominazione di Sky Uno Vetrina arricchendosi di serie e programmi provenienti da Sky Atlantic e Sky Sport diventa Sky Sport Uno. Vengono inoltre aggiunti i canali Sky TG24, Sky Sport 24, Sky Atlantic, Fox e National Geographic, le cui trasmissioni partono il 5 e visibili solamente attraverso l'offerta terrestre di Sky Italia.
Dal 2 luglio Sky Uno diventa visibile esclusivamente per l'offerta Sky Digitale Terrestre.
Il 16 viene annunciato un accordo con DAZN per la visione esclusiva via Internet di 3 partite di Serie A e di tutte le partite di Serie B per il triennio 2018-2021.
Il 1º agosto, scompaiono i canali di Premium Sport, Premium Calcio e il canale 300, denominato Premium Menu, che offriva la possibilità di consultare le offerte della piattaforma, direttamente sul televisore; inoltre Sky TG24 resta disponibile solo sulla LCN 50. Lo stesso giorno, i canali Sky Sport 24 e Sky Sport Serie A cominciano a trasmettere anche in HD sulla piattaforma e Sky Sport Uno diventa visibile esclusivamente per l'offerta Sky Digitale Terrestre.
L'11 scompare anche Premium Sport 2.
Il 20 novembre viene annunciata la chiusura di Studio Universal, prevista e confermata, in seguito, per il 1º gennaio 2019. Da tale data, oltre alla conclusione definitiva delle trasmissioni, contestualmente termina anche il contratto con la Universal Studios.
Il 28 febbraio 2019 Eurosport 1 ed Eurosport 2, insieme a Investigation Discovery abbandonano la piattaforma: le prime due rimangono disponibili solo su Sky, mentre Investigation Discovery termina temporaneamente le trasmissioni, per poi ritornare on demand a pagamento sulla piattaforma Dplay (poi diventata Discovery+). L'offerta Premium Serie & Doc, di conseguenza, semplifica il proprio nome in Premium Serie.
Il 1º giugno la piattaforma chiude ufficialmente i battenti e con essa anche i servizi Premium Play e Premium Online: tuttavia i canali televisivi e i contenuti on demand di Premium sono ancora diffusi su Infinity e su Sky.
Il 10 gennaio 2022 chiudono anche gli ultimi canali rimasti: Premium Cinema 1, Premium Cinema 1 +24 HD, Premium Cinema 2, Premium Cinema 3, Premium Crime, Premium Stories e Premium Action.

## Canali televisivi
Mediaset Premium offriva diversi canali televisivi sul digitale terrestre (attraverso l'omonima piattaforma), sul satellite e via internet (attraverso Sky Italia) ed in tecnologia streaming (attraverso Premium Play, Premium Online, Sky Go e Infinity). Dal 1º giugno 2019 i canali sono gestiti direttamente da RTI.

### Canali disponibili al momento della chiusura

#### Serie TV
- Premium Action
- Premium Crime
- Premium Joi
- Premium Stories

#### Cinema
- Premium Cinema
- Premium Cinema Energy
- Premium Cinema Emotion
- Premium Cinema Comedy

### Canali disponibili in passato

#### Bambini
- Cartoon Network (fino al 1º giugno 2018)
- Disney Junior (fino al 1º ottobre 2016)
- Disney Channel  (fino al 1º ottobre 2016)
- Disney Channel +1  (fino al 1º ottobre 2016)
- Hiro (fino al marzo 2013)
- Playhouse Disney (fino al 14 maggio 2011)

#### Serie TV
- Premium Crime HD (fino al 1º giugno 2018)
- Premium Crime +24 (fino al 1º giugno 2018)
- Premium Action HD (fino al 19 aprile 2018)
- Premium Action +24 (fino al 1º giugno 2018)
- Premium Joi +24 (fino al 1º giugno 2018)
- Premium Stories +24 (fino al 4 settembre 2017)
- Premium Mya (fino al 23 giugno 2015)
- Premium Prestige (fino al 6 gennaio 2015)
- Premium Steel (fino al 1º aprile 2013)
- Premium Joi +1 (fino al 1º luglio 2011)
- Premium Mya +1 (fino al 1º luglio 2011)
- Premium Steel +1 (fino al 1º luglio 2011)

#### Intrattenimento
- Premium Extra 1 (fino al 7 novembre 2016)
- Premium Extra 2 (fino al 7 novembre 2016)
- Premium Extra 3 (fino al 18 settembre 2014)
- Premium La Fattoria (fino al 19 aprile 2009)

#### Informazione e documentari
- Investigation Discovery (fino al 28 febbraio 2019)
- Sky TG24 (fino al 1º agosto 2018)
- Discovery World (fino al 1º marzo 2016)
- BBC Knowledge (fino al 1º marzo 2016)

#### Cinema
- Studio Universal (fino al 1º gennaio 2019)
- Premium Cinema HD[9] (fino al 1º giugno 2018)
- Premium Cinema +24 (fino al 1º giugno 2018)
- Premium Cinema 2 HD[10] (fino al 1º giugno 2018)
- Premium Cinema 2 +24 (fino al 1º giugno 2018)
- Premium Cinema Energy HD[9] (fino al 1º giugno 2018)
- Premium Cinema Energy +24 (fino al 1º giugno 2018)

#### Sport e calcio
- Eurosport 1 (fino al 28 febbraio 2019)
- Eurosport 2 (fino al 28 febbraio 2019)
- Premium Sport 2 (fino all'11 agosto 2018)
- Premium Sport (fino al 1º agosto 2018)
- Premium Calcio 1 (fino al 1º agosto 2018)
- Premium Calcio 2 (fino al 1º agosto 2018)
- Premium Calcio 3 (fino al 1º agosto 2018)
- Premium Calcio 4 (fino al 1º agosto 2018)
- Premium Calcio 5 (fino al 1º agosto 2018)
- Premium Calcio 6 (fino al 1º agosto 2018)
- Premium Calcio 7 (fino al 10 dicembre 2016)
- Premium Sport HD (fino al 1º giugno 2018)
- Premium Calcio 1 HD (fino al 1º giugno 2018)
- Premium Calcio 2 HD (fino al 1º giugno 2018)
- Premium Sport 2 HD (fino al 19 aprile 2018)
- Premium Sport 4K (fino al 19 aprile 2018)
- Fox Sports (fino al 1º luglio 2015)
- Fox Sports Plus (fino al 1º luglio 2015)
- Premium MotoGP (fino al 17 novembre 2011)

#### Adulti
- Hot Time 1 (fino al 23 giugno 2015)
- Hot Time 2 (fino al 23 giugno 2015)
- Hot Time 3 (fino al 23 giugno 2015)

#### Promo
- Premium Menu (fino al 1º agosto 2018)
- Premium Anteprima (fino all'11 marzo 2013)

## Premium Anteprima
Il canale Premium Anteprima nasce il 24 giugno 2011 sul multiplex Mediaset 1. Per un primo periodo di tempo il canale trasmette dei cartelli che propongono le offerte dei pacchetti Mediaset Premium, insieme a video a rotazione dei programmi in onda sulle reti Premium.
In seguito però inizia a trasmettere anche i primi episodi di nuove serie televisive sui canali Premium, in concomitanza della loro partenza, rendendoli disponibili anche ai non abbonati. Vengono trasmessi gli episodi pilota di Alcatraz (il 31 gennaio 2012, in contemporanea con Premium Crime), Smash (il 19 febbraio 2012, in simulcast con Mya) e Suits (il 10 marzo 2012, contemporaneamente a Joi).
Le trasmissioni terminano l'11 marzo 2013.

## Diritti cinematografici
Mediaset, per i canali Premium Cinema e Infinity, aveva accordi con le seguenti major:
- Warner Bros.
- Medusa Film
- Columbia Pictures
- Lionsgate Films
- 20th Century Fox
- Paramount Pictures
- Touchstone Pictures
- Pixar
- Marvel Studios
- DreamWorks
- Metro-Goldwyn-Mayer
- New Line Cinema
- Miramax Films
- TriStar Pictures
- Buena Vista Distribution
- Moviemax
- Eagle Pictures
- 01 Distribution

## Standard adottati
Mediaset Premium utilizzava i seguenti standard alla chiusura:
- trasmissione dei contenuti televisivi agli utenti: DVB-T;
- contenuti video a definizione standard: MPEG-2 MP@ML;
- contenuti audio canali a definizione standard: MPEG-1 Layer II;
- contenuti multimediali e interattivi: MHP;
- sistema di accesso condizionato per i contenuti televisivi a pagamento: Nagravision.

## Dotazioni per l'utente
Per fruire dei contenuti Mediaset Premium era necessario disporre dell'apposita smart card e di un decoder per televisione digitale terrestre MHP o un televisore con decoder integrato e compatibile con i canali pay del digitale terrestre (bollino bianco DGTVi) che utilizzasse lo standard DVB-T, attualmente usato in Italia per la trasmissione della TV digitale terrestre. Il DVB-T è lo standard base per la televisione digitale terrestre, cioè quello utilizzato per la trasmissione dei servizi televisivi principali della televisione digitale terrestre che sono: le emittenti televisive e radiofoniche cosiddette "in chiaro", cioè fruibili gratuitamente, il teletext e l'EPG.
Lo standard aggiuntivo al DVB-T utilizzato per implementare Mediaset Premium era l'MHP, uno standard del DVB Project, lo stesso che ha creato il DVB-T. Un decoder, quindi, per ricevere Mediaset Premium doveva essere compatibile anche con l'MHP.
Per un breve periodo, in via non ufficiale, l'intera offerta Mediaset Premium è stata disponibile anche per la televisione satellitare in quanto per alimentare i trasmettitori terrestri venivano utilizzati i satelliti Hotbird 7A (posizionato al 13º grado est) e Atlantic Bird 3 (posizionato al 5º grado ovest). Gli standard di trasmissione erano quelli utilizzati in Italia dalla maggior parte delle televisioni satellitari: il DVB-S con codec MPEG-2 nella versione MP@ML e interattività secondo lo standard MHP. Non sono stati disponibili in commercio ricevitori satellitari compatibili con Mediaset Premium poiché veniva utilizzata la modulazione 16APSK.

### Premium On Demand
Premium On Demand, introdotto il 18 novembre 2009, era fruibile per i possessori di pacchetti che comprendevano contenuti relativi a cinema, serie tv e documentari, e memorizzava solo film e serie tv.
Per il primo anno la registrazione era limitata solo a contenuti in SD ma a partire da novembre 2010 con la distribuzione di un decoder in alta definizione si potevano ricevere tutti i canali HD pay e free del digitale terrestre.
Per un breve periodo, dal 22 febbraio al 16 novembre 2011, fu affiancato da Premium Net TV, e poi entrambi i servizi confluirono in Premium Play.

### Premium Play
Premium Play, nato il 17 novembre 2011 dalla fusione tra Premium On Demand e Premium Net TV, consentiva di fruire dei contenuti multimediali, della piattaforma televisiva di Mediaset Premium, attraverso una connessione internet da pc, tablet, smartphone, tv e da qualunque dispositivo disponibile.
Il servizio offriva la possibilità di accedere anche alla visione in live streaming dei canali di Mediaset Premium, oltre che ad un catalogo di contenuti on demand, composto sia da titoli proposti dai canali a pagamento che in chiaro dalle principali reti Mediaset (Canale 5, Italia 1 e Rete 4).
Il 1º giugno 2019 il servizio chiude e i suoi contenuti passano su Infinity.

### Premium Online
Premium Online, spin-off di Premium Play, consentiva di fruire dei contenuti multimediali di Mediaset Premium mediante un abbonamento specifico slegato dall'offerta tv. Lanciato il 14 settembre 2015, il servizio termina il 1º giugno 2019.

## Loghi

20 gennaio 2005 - 8 maggio 2009
8 maggio 2009 - 23 giugno 2015
23 giugno 2015 - 1º giugno 2019